# Sara Britcliffe

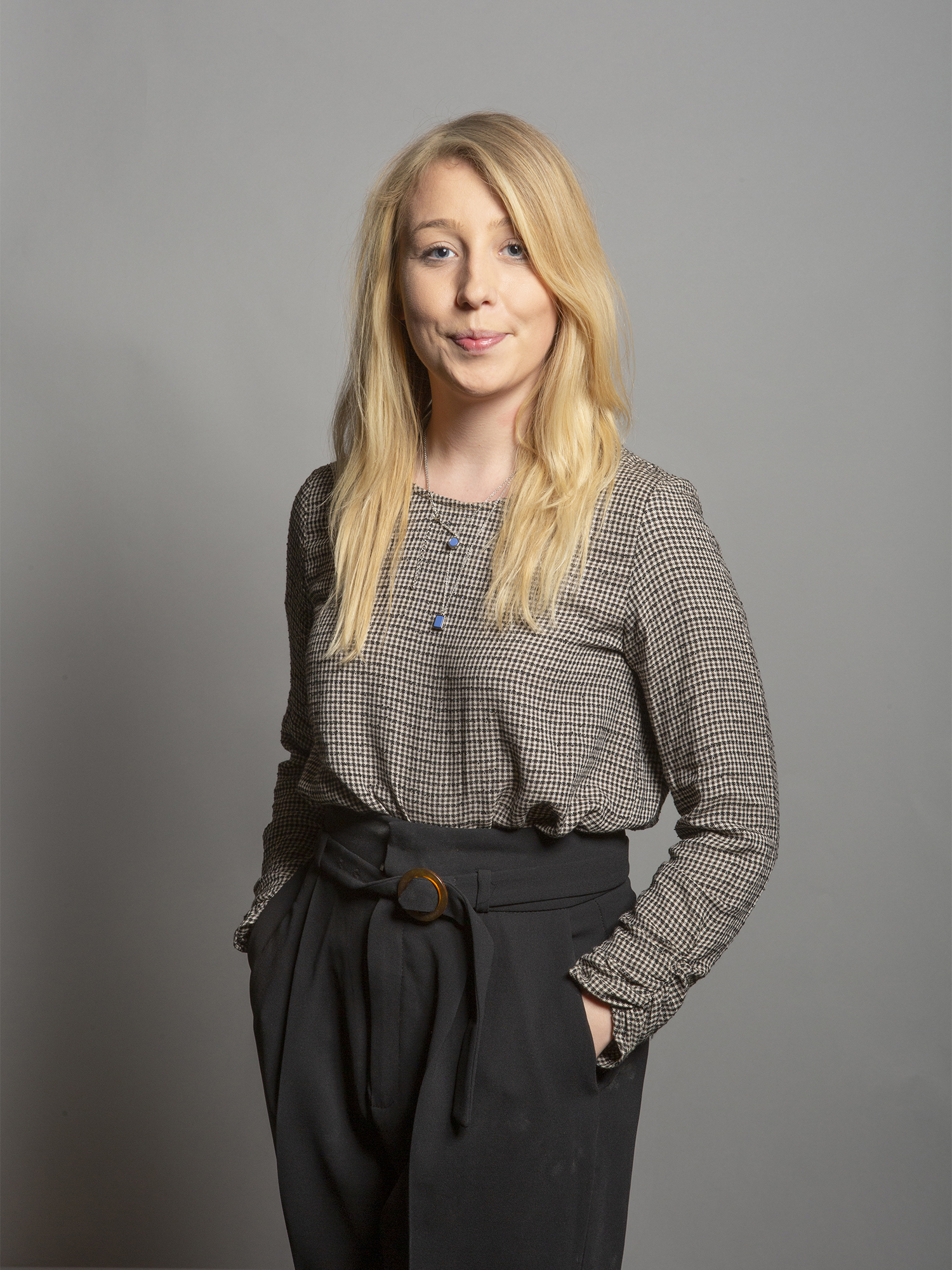
Sara Britcliffe (2019)

Sara Alice Britcliffe (* 21. Februar 1995) ist eine Politikerin der britischen Konservativen Partei, die seit den Parlamentswahlen 2019 als Parlamentsabgeordnete für Hyndburn tätig ist. Sie war, als sie am 12. Dezember 2019 im Alter von 24 Jahren gewählt wurde, jüngster konservativer Abgeordneter und erster Konservativer, der den Wahlkreis seit 1992 vertritt.

## Familie, Kindheit und Jugend
Sara Britcliffe hat zwei ältere Brüder. Ihre Mutter Gabrielle Kroger starb 2004, als sie neun Jahre alt war. Ihr Vater, Peter, war Ratsmitglied des Bezirks Oswaldtwistle im Lancashire County Council.
Sie besuchte die St. Christopher’s High School der Church of England in Accrington. Sie studierte moderne Sprachen an der Universität von Manchester. Britcliffe war zwischen 2017 und 2018 zeremonielle Bürgermeisterin an der Seite ihres Vaters, der Bürgermeister im Hyndburn Borough Council war. Er trat 2018 aus dem Stadtrat zurück. Bei der Wahl des Hyndburn Borough Council wurde sie 2018 als Stadträtin für den Bezirk St. Andrews gewählt, in dem zuvor bereits ihr Vater Mitglied war. Vor ihrer politischen Karriere leitete sie einen Sandwich-Laden in Oswaldtwistle.

## Parlamentarische Laufbahn
Britcliffe wurde am 6. November 2019 als Kandidatin der Konservativen für den Hyndburn-Wahlkreis gewählt. Ihr Vater hatte bereits bei den Parlamentswahlen 1997 und 2001 für diesen Sitz kandidiert. Bei den Parlamentswahlen 2019 wurde sie mit einer Mehrheit von 2951 (7,0 %) zur Abgeordneten für den Wahlkreis gewählt. Der Sitz war seit den Parlamentswahlen 1992 durch einen Abgeordneten der Labour Party vertreten. Mit 24 Jahren war sie die jüngste konservative Abgeordnete, die bei der Wahl gewählt wurde.
Britcliffe wurde in den Wochen nach ihrem Sieg kritisiert, nachdem sie in einem T-Shirt fotografiert worden war, auf dem ein Bild ihres Vorgängers Graham Jones aufgedruckt war.